# Presa de Gatún

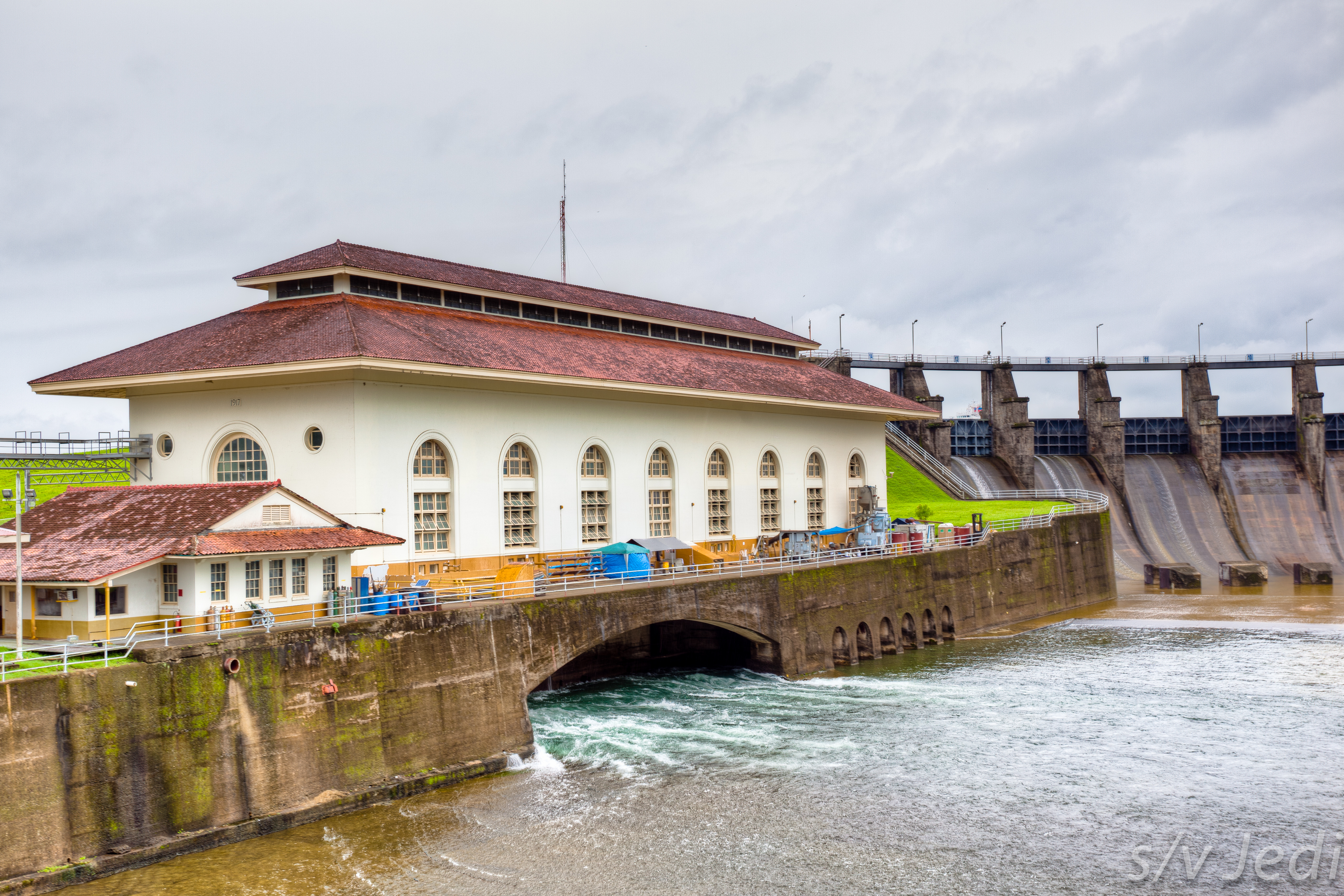
Central de la presa de Gatún

La presa de Gatún és una gran presa al riu Chagres a Panamà, prop de la ciutat de Gatún. La presa, construïda entre 1907 i 1913, és una part crucial del canal de Panamà ; reté el llac Gatún que transporta els vaixells 33 km del seu trànsit per l'istme. També produeix energia hidroelèctrica, que s'utilitza en part per operar les rescloses i altres equips del canal.
La construcció de la presa va suposar un repte per als enginyers, eclipsada només per l'excavació paral·lela del tall Gaillard. Quan es va obrir, la presa era la presa de terra més gran del món, i el llac Gatún era el llac artificial més gran del món.

## Descripció
La presa està situada a la vall del riu Chagres, a 10 km aigües amunt de la desembocadura al mar Carib. Les muntanyes que voregen la vall formen en aquest punt un buit de 2 km amb una muntanya rocosa al seu centre. El centre d'aquest buit estava omplert per una presa de terra de 640 m de gruix a la seva base, 2.300 mètres de llargada a la part superior, 121 m d'amplada a nivell superficial i 30 m d'amplada a la part superior (9 m per sobre del nivell mitjà de l'estany).
L'estructura de drenatge està construïda a la muntanya central ; consisteix en una presa semicircular de formigó armat, que regula el cabal de l'aigua per un canal de formigó armat construït al talús aigües avall. Les cambres de flux mesuren 225 m a la seva part superior. Està dissenyat de manera que l'aigua convergeixi cap al seu centre des de direccions oposades i s'estabilitzi, per tal de minimitzar l'erosió aigües avall.El cabal es completa amb catorze vàlvules sostingudes per pilars de formigó armat de 14 m d'amplada i 6 m d'alçada. Aquestes vàlvules es controlen elèctricament i s'eleven o baixen pel flux d'aigua. La seva capacitat, quan el llac es troba a 26,5 m, és 4.100 m3 /s, més que el cabal màxim del riu Chagres. A més, els canals subterranis a les rescloses permeten un cabal de 1.400 m3 /s.
El llac ocupa una superfície de 425 km2 al seu nivell normal.

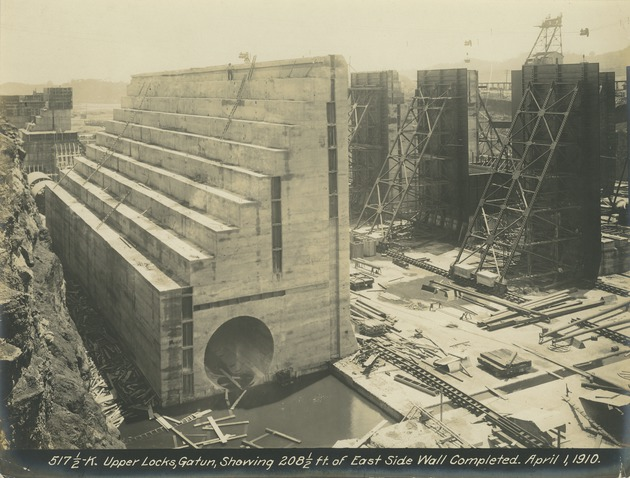
Upper Gatun Locks completat, 1 d'abril de 1910.

## Energia
La presa incorpora una central hidroelèctrica situada al costat est del canal d'abocament de l'abocador. Això utilitza l'aigua del llac per accionar una sèrie de turbines - generadors ; a la primera posada en marxa, es van instal·lar tres generadors, que produïen un total de 6 megawatts (8,000 hp) d'electricitat. L'energia generada s'utilitza per al funcionament de la maquinària de resclosa i sobreeixidor, i per a la il·luminació de les rescloses i dels pobles del canal.

## Construcció

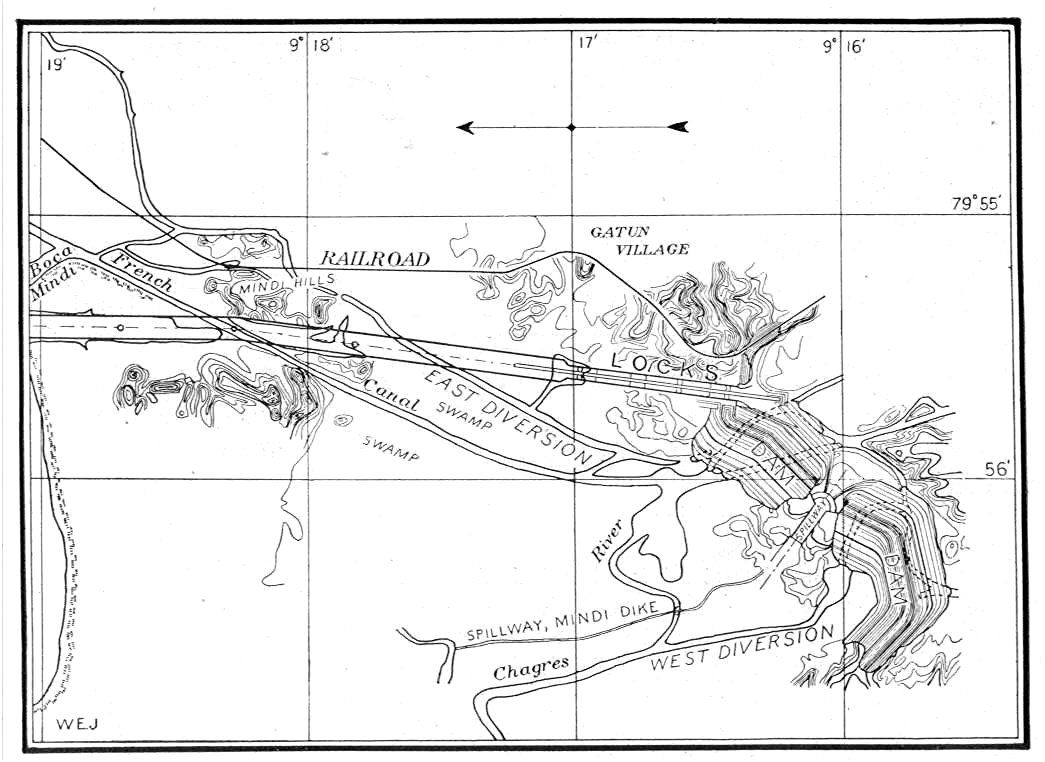
Mapa de l'època de la construcció que mostra l'entorn de la presa i les rescloses, amb les excavacions franceses al fons.

Tal com es descriu a la Història del canal de Panamà, la construcció del canal va ser dirigida primer per un equip francès, amb l'objectiu de construir un canal a nivell del mar que unís les dues costes, que no requeria una presa . Quan els Estats Units van prendre el control l'any 1904, s'inicià una fase de preparació que culmina l'any 1906 amb la decisió de construir un canal amb rescloses.
Fins i tot abans que es pres la decisió, el major George Washington Goethals, enginyer en cap de l'esforç de construcció, ja havia dut a terme investigacions per examinar la possibilitat de construir-hi una presa.
La ubicació de Gatun el va convertir en un lloc ideal per a una presa, amb les muntanyes formant una àmplia conca que s'estrenyia prop de la desembocadura, amb un fons rocós al centre. ; l'únic problema era l'escala de la presa, fins ara inigualable.
La presa es va construir creant dos murs de pedra paral·lels separats de 366 m amb material d'esborrany a Culebra i als emplaçaments de la resclosa. Entre els murs es va crear un mur impermeable mitjançant una tècnica d'ompliment hidràulic, facilitat per l'argila tova present a la vall. Es van utilitzar drages per excavar aquesta argila, bombejar-la i enviar-la entre les parets exteriors de la presa. Els materials es van assentar i l'aigua es va esgotar. Un centre de ciment natural hi havia, doncs, a la presa.

Després de la construcció de la presa a l'altura requerida, tota la zona aigües amunt es va reforçar amb la immersió de grans blocs, especialment en llocs subjectes a l'acció de les onades. La presa està formada per 17 milions de metres cúbics de material. Té una superfície d' 1,17 km2

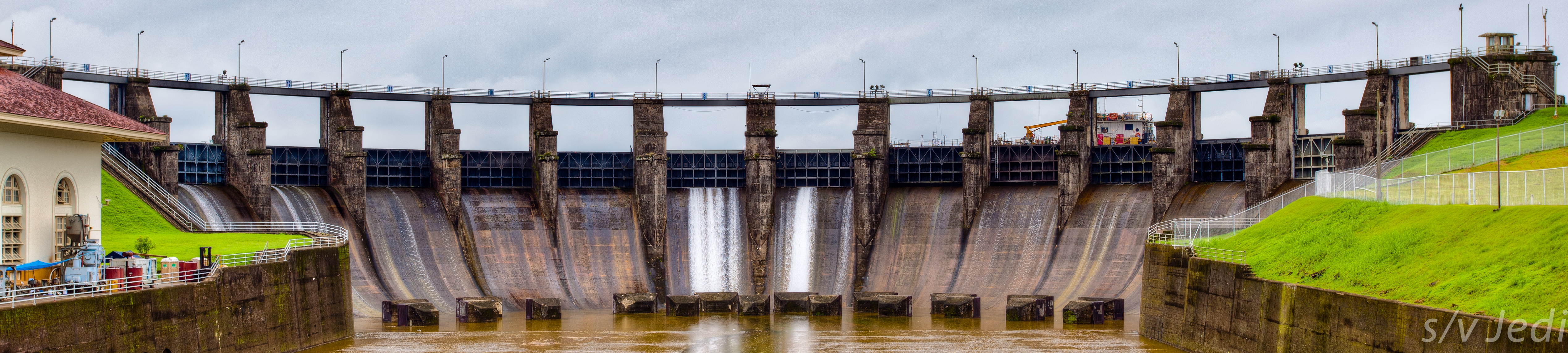
Vista panoràmica de les portes del desguaç de la presa de Gatún